# Olîșivka
Olîșivka (în ucraineană Олишівка) este o așezare de tip urban din raionul Cernihiv, regiunea Cernihiv, Ucraina. În afara localității principale, nu cuprinde și alte sate.

## Demografie
Componența lingvistică a așezării de tip urban Olîșivka
     Ucraineană (94,64%)
     Rusă (4,69%)
     Alte limbi (0,54%)
Conform recensământului din 2001, majoritatea populației așezării de tip urban Olîșivka era vorbitoare de ucraineană (94,64%), existând în minoritate și vorbitori de rusă (4,69%).